# Eddy Wrapiprou
Eddy Wrapiprou (de son vrai nom Edouard K. Menflard) est un clavieriste allemand de metal ayant suivi sa formation au Berklee College of Music. Il s'est fait connaître lors de la sortie de l'album Age of the Joker du groupe de power metal allemand Edguy, notamment pour son apport de sonorités jusqu'alors inhabituelles dans la musique heavy metal, telles que l'orgue et le clavecin.

## Discographie

### Solo
- Everytimes for the Jazzgirl
- The Flying Crapoti

### Avec Edguy
- 2011 : Age of the Joker
- 2014 : Space Police - Defenders of the Crown